# روباه سرخ کردستان
روباه سرخ کردستان (نام علمی: Vulpes vulpes kurdistanica) نام یک زیرگونه از روباه سرخ است. این گونه عمدتاً در ارتفاعات کردستان و ارمنستان یافت می‌شود و جمعیت بیشتری در بخش‌هایی از آسیای صغیر و ایران وجود دارد.
این زیرگونه که با نام "Vulpes vulpes kurdistanica" شناخته می‌شود، سازگاری تخصصی با شرایط محیطی منطقه کردستان دارد که در سراسر عراق، ایران، ترکیه و سوریه گسترده شده است. ویژگی‌های متمایز آن عبارتند از کت خز قرمز یا قرمز مایل به خاکستری، دم پرپشت و رژیم غذایی همه‌چیزخوار. قابل ذکر است، ویژگی‌ها و رفتارهای خاص روباه سرخ کردستان بسته به زیستگاه خاص آن در منطقه کردستان می‌تواند تغییرات جزئی را نشان دهد.